# Gala de gaffes
Gala de gaffes est l'album no 3 dans la série de Gaston Lagaffe actuelle. Il paraît à l'origine en tome 2 en 1963 en petit format aux éditions Dupuis.

## Présentation de l'album original
Il parait en 1963 aux éditions Dupuis. En format à l'italienne, la couverture est cartonnée, signe des grands auteurs de la maison Dupuis. Il sort juste après l'album Gaston qui, à cette époque, est considéré comme le no 1 de la série Gaston Lagaffe. Dans ce tome apparaît pour la première fois un homme venu signer des contrats avec les éditions Dupuis; s'il ne porte pas encore de nom dans cet album, il sera connu plus tard comme M. De Mesmaeker. Ce tome se conclut sur un suspense. En effet, Gaston vient de gagner le gros lot dans une tombola et demande à Fantasio s'il peut le garder dans la rédaction, ce dernier accepte et l'album se termine sur cette phrase « Une gaffe de taille ! Et c'est Fantasio qui vient de la commettre ! Vous le constaterez en lisant : Gaffes à gogo. »

## Rééditions
En février 2007 à l'occasion des 50 ans de Gaston Lagaffe, le journal belge Le Soir réédite les 5 albums en petits formats vendus comme suppléments avec le journal. Le no 2 est vendu avec l’édition du 16 février 2007.

## Réédition de 2018
Dans l'édition de 2018, l'album comprend les gags de 114 à 136 et de 144 à 197.
Bien qu'ils soient réalisés dans la même période, l'épisode de la vache et les gags du robot de Gaston (gags 137 à 143) sont absents de l'album (on les retrouve dans l'album précédent Gare aux gaffes).
En revanche, on retrouve ici les gags du Gaston Latex, le hérisson, la porte de la documentation, les premières apparition de Longtarin (sans être nommé) et Boulier (qui rejette l'anticonformisme) et le rasage de crâne de Gaston pour une publicité.

## Source
Franquin : Chronologie d’une œuvre, pp. 87-89